# テュルクメナバート空港
テュルクメナバート空港（テュルクメナバートくうこう、トルクメン語: Türkmenabat halkara aeroporty、英語: Turkmenabat Airport）は、トルクメニスタンのテュルクメナバートから東に8kmの場所にある空港。

## 歴史
1926年に開港。その後、数回にわたって改修工事が行われたが、独立後の2013年に大規模な工事が始まった。
2013年、空港の大規模改修がウクライナの建設会社Altcomにより開始されることになった。同年の2月14日の起工式に、ウクライナの大統領ヴィクトル・ヤヌコーヴィチと、トルクメニスタンの大統領グルバングル・ベルディムハメドフが出席した。
新しい旅客ターミナルは、1時間あたり最大500人の乗客を収容する能力がある。工事では、滑走路が3800mに拡張された。
ロータリーの中心にはピラミッド型の噴水があり、きれいな緑が広がっている。空港の中はゆったりとしたスペースが広がっており、足を伸ばしたまま座れる椅子なども設置されている。2018年2月26日に世界一大きな星の屋根でギネスに掲載されている。
この空港には、ボーディング・ブリッジが４つあり、一日に約４便運行されている。

## 就航航空会社と就航都市
2020年1月現在の路線一覧である。

### 国内線
| 航空会社             | 就航地                                   |
| -------------------- | ---------------------------------------- |
| トルクメニスタン航空 | アシガバート、トルクメンバシ、ダショグズ |

### 国際線
| 航空会社           | 就航地                                        |
| ------------------ | --------------------------------------------- |
| ノードウィンド航空 | クルガン・テッパ、モスクワ/シェレメーチエヴォ |